# Ли Соль Чжу
Ли Соль Чжу (кор. 리설주?, 李雪主?; род. между 1985 и 1989 годом, Чхонджин, Хамгён-Пукто, КНДР) — супруга лидера КНДР Ким Чен Ына. Впервые об их узаконенных отношениях СМИ КНДР сообщили 25 июля 2012 года. Супружеская чета стала появляться на публике за несколько недель до этого.

## Биография
Ли Соль Чжу — выпускница Университета имени Ким Ир Сена в Пхеньяне. Её отец — преподаватель, мать — врач. 
Она посещала Южную Корею в 2005 году в составе группы поддержки северокорейской делегации во время Чемпионата Азии по лёгкой атлетике в Инчхоне.
До отношений с Ким Чен Ыном была известна как певица. 
Предполагается, что Ким Чен Ын узаконил с ней отношения в 2009 году. По сведениям из СМИ, осенью—зимой 2010 года или зимой 2011 года она родила ребёнка, на появлении которого настаивал её свёкор Ким Чен Ир; второй ребёнок у неё родился в конце декабря 2012 года. Девочку назвали Чжу Э, её Ким Чен Ын выводит в свет с 2022 года. Впервые дочь Ким Чен Ына появилась на публике 9 сентября 2022 на празднике по случаю 74 летия КНДР. 19 ноября СМИ КНДР официально назвали её Любимой дочерью Кима.  
В 2017 году родился третий ребёнок Кима и Ли.

## Публичная активность
Исполняла патриотические песни на различных концертах в 2010—2011 годах.
Впервые о ней, как супруге Ким Чен Ына, средства массовой информации КНДР сообщили 25 июля 2012 года, хотя чета стала появляться на публике за несколько недель до этого. Затем Ли Соль Чжу стала регулярно упоминаться в материалах центрального печатного органа Трудовой партии Кореи «Нодон синмун», посвящённых участию её супруга в различных официальных мероприятиях. При этом статьи были проиллюстрированы фотографиями, на которых супруги были запечатлены вместе. Свадьба состоялась за год до этого.

## Влияние на Ким Чен Ына
По мнению ряда наблюдателей, под влиянием супруги Ким Чен Ын произвёл послабления в требованиях, предъявляемых к внешнему облику женщин КНДР: теперь им разрешено носить брючные костюмы и джинсы, чёрные колготки, туфли на платформе и каблуках; также отменён запрет на езду женщин на велосипеде.